# Хаву (народ)
Ха́ву, доу хау (самоназвание — "человек Хау"). Относится к бима-сумбанским народам в Индонезии. Численность составляет около 300 тыс. человек. Родной язык- хаву. (Бернова 1999)

## Религия
Большинство верующих-католики. Остальная часть сохраняет традиционные верования.(Бромлей, Арутюнов 1988: с. 101)

## Занятия
Традиционным занятием является земледелие, местами поливное.Выращивают рис, кукурузу, просо,бобовые. Народ хаву делают сладкий сироп и вино из сока лонтаровой пальмы. Разводят мелкий рогатый скот, буйволов и лошадей, бойцовых петухов. Также занимаются рыболовством. К традиционным ремёслам относятся ткачество и плетение.(Прохоров 1991: с. 137)

## Жилище
Жилище каркасно-столбовое с двускатной крышей. Традиционное поселение кучевого плана, с храмом и каменными святынями на площади в центре; окружено каменными стенами. Пока зреет урожай живут во временных жилищах на полях (Кондрашов 2005: с. 959 )

## Традиционная семья
Народу хаву присуще иметь небольшую семью, брак моногамный, филиация билатеральная, брачное поселение патрилокальное, до выплаты брачного выкупа — матрилокальное. Заключение брака — в пределах трёхродового союза.